# Życiorys
Życiorys (Currículum vitae) és un migmetratge documental polonès dirigit l'any 1975 per Krzysztof Kieślowski. .

## Argument
La Comissió de Control del Partit està interrogant a un membre del Partit que s'enfronta a l'expulsió. La biografia de l'acusat és fictícia —tot i que la persona que fa aquest paper ha viscut alguna cosa semblant en la seva pròpia vida—, alhora, la Comissió de Control del Partit és real. A mesura que avança la reunió, el Comitè comença a creure en la veritat del cas i aplica les seves mesures d'investigació professionals a l'acusat .

## Recepció
La pel·lícula va ser apreciada al Festival de Cinema de Cracòvia de 1975, guanyant el Cavall de Plata.